# هوه بريسين
هوه بريسين (بالإنجليزية: Hoh Brisen)‏ هو أحد جبال سلسلة جبال الألب أوري ويقع في كانتون نيدفالدن/كانتون أوري في سويسرا. يحتل المرتبة رقم 335 في قائمة جبال سويسرا من حيث الارتفاع، إذ يبلغ ارتفاعه حوالي 2413 متر، بينما يبلغ ارتفاع نتوء الجبل 489 متر.